# Cheilosia tantalus
Cheilosia tantalus är en tvåvingeart som beskrevs av Hull och Fluke 1950. Cheilosia tantalus ingår i släktet örtblomflugor, och familjen blomflugor.
Artens utbredningsområde är Michigan. Inga underarter finns listade i Catalogue of Life.